# Sagamia geneionema
Sagamia geneionema är en fiskart som först beskrevs av Hilgendorf, 1879.  Sagamia geneionema ingår i släktet Sagamia och familjen smörbultsfiskar. Inga underarter finns listade i Catalogue of Life.